# به دنبال فیدل
به دنبال فیدل (انگلیسی: Looking for Fidel) فیلمی مستند از الیور استون است که در سال ۲۰۰۴ منتشر شد. این فیلم دنباله‌ای بر مستند او در سال ۲۰۰۳ با نام فرمانده است، و همچنین شامل مصاحبه‌هایی با فیدل کاسترو رهبر کوبا است. در این مستند مصاحبه برخی از مخالفان سیاسی کوبایی نیز گنجانده شده‌است. این فیلم به طور خاص به سرکوب مخالفان در کوبا در سال ۲۰۰۳ و اعدام سه مردی می‌پردازد که اقدام به ربودن یک کشتی به مقصد ایالات متحده آمریکا را داشتند.
به دنبال فیدل در ماه مه ۲۰۰۳ فیلمبرداری شد.